# Nelle pieghe della carne
Nelle pieghe della carne és una pel·lícula giallo italo-espanyola de 1970 produïda i dirigida per Sergio Bergonzelli. El guió va ser coescrit per Fabio De Agostini i Bergonzelli, a partir d'un esquema de la història de Mario Caiano. Ferdinando Merighi i Juan Vilches van ser els ajudants de direcció.
Fou protagonitzada per Eleonora Rossi Drago i Anna Maria Pierangeli. Es va estrenar a Espanya com Las endemoniadas i anys més tard en un vídeo francès com La Folle.

## Sinopsi
Un condemnat fugitiu anomenat Pascal Gorriot és testimoni com una dona atractiva anomenada Lucille elimina el cadàver del seu segon marit, Andre.
Tretze anys més tard, el cosí d'Andre apareix a la vila de Lucille i és apunyalat per la filla d'Andre (Falaise) que encara hi viu. El fill de la Lucille mata el gos del cosí. Poc després, un altre amic de la família s'instal·la a la vila i sedueix la criminalment boja Falaise, que després el decapita.
El condemnat fugit torna al lloc dels fets i decideix fer xantatge a Lucille per haver assassinat el seu marit anys abans. Acaba en un bany àcid.
La policia investiga la cadena d'assassinats que tenen lloc a la vila. La pel·lícula fins i tot té un breu flash-back a un camp d'extermini nazi de la Segona Guerra Mundial, escenes de les quals es van utilitzar amb explotació en el disseny de la màniga del llançament del vídeo British Redemption.

## Repartiment
- Eleonora Rossi Drago - Lucille
- Anna Maria Pierangeli - Ester Gardere/Falaise Gardere
- Emilio Gutiérrez Caba - Colin
- Fernando Sancho - Pascal Gorriot
- Victor Alcazar - Michel Bordelin
- Maria Rosa Schlauza - Elizabeth
- Alfredo Mayo - inspector de policia
- Giancarlo Sisti - Andre
- Luciano Lorcas Catenacci - Antoine
- Gaetano Imbro
- Bruno Ciangola[2]

## Recepció crítica
Adrian Luther Smith va comentar: "La pel·lícula té prou comportaments aberrants i neurosis com per mantenir ocupada una conferència de psicòlegs durant una setmana... una obra mestra d'escombraries ridícula i sobrecarregada... la pel·lícula fins i tot aconsegueix arrossegar esquelets etruscs, voltors xisclaires i flashbacks a un camp d'extermini nazi ..... les múltiples decapitacions són dolorosament poc convincents.". Va afegir: "La trama és tan complicada i estranya que desafia una explicació seriosa".

## Llançament
L'únic llançament en VHS sense tallar d'aquesta pel·lícula va ser el vídeo de British Redemption que va durar 88 minuts i tenia un certificat BBFC 18. Severin Films va llançar el que diuen que és una impressió de "87 minuts" sense tallar en DVD el 2008, "totalment restaurada a partir dels elements de la volta italiana".